# Conflans-sur-Loing
Conflans-sur-Loing é uma comuna francesa na região administrativa do Centro, no departamento Loiret. Estende-se por uma área de 9,23 km². Em 2010 a comuna tinha 370 habitantes (densidade: 40,1 hab./km²).